# Jayson Blair
Jayson Blair (ur. 23 marca 1976 w Marylandzie) – były reporter „New York Times”, który musiał odejść z tej gazety w maju 2003 roku, gdy okazało się, że niektóre jego artykuły były plagiatem oraz zawierały zmyślone informacje.

## Życiorys
Studiował na University of Maryland, gdzie pełnił funkcję redaktora naczelnego gazety uniwersyteckiej. Już tam dopuszczał się przekłamań.
Po letnich praktykach dziennikarskich w prestiżowym New York Times, otrzymał propozycję stażu w tej gazecie.
Jak się później okazało, Blair nie ukończył studiów, choć jego pracodawcy żyli w przeświadczeniu, że jest on absolwentem University of Maryland.
Uważano go za cudowne dziecko dziennikarstwa. Szybko zaczął pracować jako reporter. W ciągu czterech lat pracy w New York Times, napisał ponad 600 artykułów, m.in. 50 o snajperze terroryzującym Wirginię i okolice; zajmował się też wojną przeciw Irakowi.
Błędy w jego artykułach wynikały na przykład z tego, że wolał rozmawiać przez telefon niż jechać na miejsce zdarzenia. Niektóre wypowiedzi wymyślał, spisywał z innych gazet. Błędne szczegóły często służyły emocjonalnemu koloryzowaniu.
W kwietniu 2003 roku po wyjątkowo oczywistym plagiacie Blair został zmuszony do rezygnacji z pracy. Afera poważnie zachwiała reputacją gazety oraz wywołała wielki odzew w środowisku dziennikarskim. W skandal zamieszana była Zuzanna Głowacka, córka pisarza Janusza Głowackiego, która w tamtym czasie również pracowała w New York Times. Z racji łączącej ją i Blaira przyjaźni utraciła wiarygodność, choć sama nie popełniła plagiatu, a jedynie padła ofiarą konfabulacji Blaira. Zuzanna Głowacka zdecydowała się odejść z pracy.
W 2012 roku Głowacka wydała zbiór opowiadań „Manhattan pod wodą”, w którym wspomina o tym zdarzeniu.
Po zakończeniu kariery dziennikarskiej Blair miał zająć się public relations. Pracował również jako osobisty trener.

## W kulturze
Jayson Blair jest pierwowzorem bohatera powieści „W żywe oczy” Jamesa Siegla.